# Jetpur Bhabhabhai Unad
Jetpur Bhabhabhai Unad fou una de les branques en què estava dividit el principat de Jetpur al segle XX, abans de ser abolit el 9 d'agost de 1937 pel seu excessiu fraccionament. Estava governat per V. S. Bhabhabhai Unad que li donava nom. La superfície era de 36 km² i la població de 1.910 habitants.